# Herman Bang
Herman Joachim Bang (ur. 20 kwietnia 1857 w Asserballe, zm. 29 stycznia 1912 w Ogden) – duński pisarz i eseista.
W swojej wczesnej twórczości ulegał wpływom naturalizmu, co jest szczególnie widoczne w powieści Beznadziejne pokolenia (Haabløse Slægter, 1880). Do innych jego znanych powieści należały m.in. Tina (1889) i Michaël (1904). 
Był także autorem nowel i opowiadań, których polski przekład ukazał się w zbiorze Z tamtego świata (1912) oraz w antologii Anegdoty losu (1976). Pisał również eseje i krytyki literacko-teatralne. Był najmłodszym pisarzem europejskiej epoki secesji.
Wśród utworów Banga próbę czasu przetrwały opisujące życie duńskiej prowincji nowela Przy drodze (Ved vejen, 1886) oraz powieść Ludwikowe wzgórze (Ludvigsbakke, 1896).